# تپه ویله
تپه ویله مربوط به مفرغ است و در شهرستان دالاهو، بخش مرکزی، دهستان بیونیج، در میان بافت روستای ویله واقع شده و این اثر در تاریخ ۲۷ اسفند ۱۳۸۶ با شمارهٔ ثبت ۲۲۴۸۸ به‌عنوان یکی از آثار ملی ایران به ثبت رسیده است.